# Carl Guhr
Carl Wilhelm Ferdinand Guhr, auch Karl Guhr (* 27. Oktober 1787 in Militsch, Schlesien; † 23. Juli 1848 in Frankfurt am Main) war ein deutscher Geiger, Komponist und seit 1821 bis zu seinem frühen Tod Theaterkapellmeister sowie Musikunternehmer in der Freien Stadt Frankfurt.

## Familie
Er stammte aus einer Musikerfamilie. Sein Vater war Carl Christoph Guhr, ein Kantor an der evangelischen Gnadenkirche in Militsch (heute poln. Milicz), ca. 55 Kilometer nördlich von Breslau mit damals ca. 3.300 überwiegend evangelischen Einwohnern. Diese Kirche war eine der sechs schlesischen Gnadenkirchen, die der österreichische Kaiser 1709 den schlesischen Lutheranern gewähren musste. 1797/98 ließ Graf Joachim Carl von Maltzan, der viele Jahre Gesandter Friedrich des Großen an den Höfen von Wien, London und Petersburg war, durch Carl Gottfried Geißler in Militsch ein neues Schloss im klassizistischen Stil erbauen. Der Graf unterhielt bis 1810 eine kleine Schlosskapelle mit fest besoldeten Musikern, zu denen auch sein Vater Carl Christoph Guhr gehörte. Aus dieser Kapelle entwickelte sich 1811 der erste Konzertverein Schlesien, dessen Leitung sein jüngerer Bruder Friedrich Heinrich Florian Guhr (* 17. April 1791–1841) übernahm.

## Ausbildung
Carl Wilhelm Ferdinand Guhr erhielt seine musikalische Grundausbildung durch seinen Vater Carl Christoph Guhr, der ihm dann eine Aufnahme als Geiger in der Hofkapelle des Grafen von Maltzan ermöglichte. Von den Komponisten und Kirchenmusikern Joseph Ignaz Schnabel (1767–1831) und später Friedrich Wilhelm Berner (1780–1827) im nahen Breslau wurde er weiter ausgebildet. Auch Georg Joseph Vogler, auch Abbé Vogler oder Abt Vogler (1749–1814) genannt, war später sein Lehrer.

## Werdegang
Carl Wilhelm Ferdinand Guhr verließ seine schlesische Heimat. Ein Grund dürften auch die Napoleonischen Kriege gewesen sein, die diese Gegend erneut verwüsteten und Militsch arm machten. Auch wurde die feudale Abhängigkeit der Stadt vom Grafen Maltzan aufgehoben.

### Würzburg
Ab 1807 war Guhr Kammermusiker für Violine im Großherzogtum Würzburg, das unter seinem Habsburger Großherzog Ferdinand, dem ehemaligen Großherzog der Toskana, seit 1806 dem Rheinbund angehörte.

### Nürnberg
Joseph Reuter übernahm zur Freude der Nürnberger die Theaterdirektion und übertrug 1808 Guhr die Stelle eines Musikdirektors. In dieser Stadt, die seit 1806 zum neuen Königreich Bayern gehörte, errang Guhr schnell berufliche und private Erfolge. Er trat mehrfach als gefeierter Violoncellist auf und komponierte einige kleinere Opern. Hier lernte er die 18-jährige Sängerin Wilhelmine Epp (1792–1845) kennen, Tochter des Musikers Friedrich Epp, und heiratete sie am 19. Februar 1809.

### Wiesbaden
1812/13 wurde er musikalischer Leiter der reisenden Schauspiel- und Operntruppe des Herzogtums Nassau in Wiesbaden, das unter Herzog Friedrich August 1806 dem Rheinbund beigetreten war. Nach der Völkerschlacht bei Leipzig vom 16. bis 19. Oktober 1813 zerfiel das napoleonische Machtsystem des Rheinbundes. Das Herzogtum Nassau trat aus dem Rheinbund aus und wechselte noch rechtzeitig die Seiten.
In Wiesbaden lernte Guhr den im Exil lebenden Kurfürsten Wilhelm I. von Hessen-Kassel kennen. Wilhelm I. galt immer noch als einer der reichsten deutschen Fürsten seiner Zeit, und es gelang ihm mit Hilfe des Frankfurter Bankiers Mayer Amschel Rothschild, dieses Vermögen auch über die napoleonische Zeit hinwegzuretten.

### Kassel

Hoftheater Kassel

Am 26. Oktober 1813 verließ König Jérôme fluchtartig Kassel, die Hauptstadt des von ihm regierten Königreichs Westphalen. Am 21. November 1813, nach siebenjährigem Exil, traf der rechtmäßige Landesherr, Kurfürst Wilhelm I., wieder in seiner Hauptstadt Kassel ein. Anfang 1814 wurde das Kurfürstliche Hoftheater in Kassel wieder eröffnet und Guhr das Amt des Musikdirektors und zugleich Direktors des kurfürstlichen Theaters angetragen, welches er auch annahm. Bald zählte das Schauspiel und die Oper zu den besten Spielstätten im damaligen Deutschland. In der Oper glänzte neben anderen Sängerinnen seine Ehefrau Wilhelmine Epp. Ende 1814 legt Guhr die Direktion des Theaters nieder und konzentrierte sich auf die Oper. Hier schrieb er eigene Werke und führte sie auf. Das erste Werk war die Musik zur Oper „Feodore und Deodata“ von Kotzebue. Das zweite Werk bestand fast nur aus Chören, Tänzen und Romanzen. Das dritte Werk war „die Vestalin“. Im Jahr 1819 komponierte er die Oper „König Siegmar“. Schon bald kam es zu Auseinandersetzungen mit der Kasseler Theaterintendanz, da man versuchte den kostspieligen Opernbetrieb zugunsten des Sprechtheaters zu beschneiden. Am 27. Februar 1821 starb Kurfürst Wilhelm I.

### Frankfurt am Main

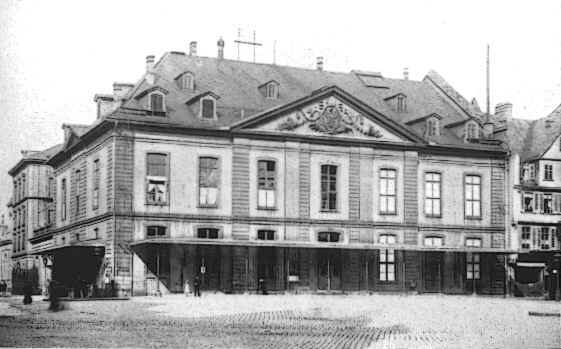
Frankfurter Stadttheater

Im Winter 1821 wechselte Guhr schließlich an das städtische Theater in Frankfurt und wurde zum Kapellmeister des Städtischen Orchesters ernannt. Hier wurde er zuerst auf sechs Jahre, bald darauf auf 22 Jahre engagiert.
Louis Spohr war von Winter 1817 bis September 1819 Vorgänger von Carl Wilhelm Ferdinand Guhr als Kapellmeister in Frankfurt am Main gewesen. Spohr galt neben Paganini als berühmteste Violinvirtuose seiner Zeit und damals als führender Komponist der Romantik. Spohr verließ diese Stelle, um eine ruhmgekrönte größere Konzertreise sowie ausgiebige Kunstreisen nach Belgien und Paris zu unternehmen. Bizarrerweise wurde Louis Spohr 1822 in Kassel, nunmehr unter der Herrschaft von Kurfürst Wilhelm II., als Nachfolger Guhrs zum Generalmusikdirektor ernannt.
Guhr traf und hörte in Frankfurt Niccolò Paganini. Er bewunderte ihn sehr und reiste dem Virtuosen in verschiedene Städte zu dessen Konzerten nach. Auch soll er eine Zeit lang mit dem Italiener in einem Streichquartett gespielt haben. Auch Guhr war ein genialer Musiker und namentlich als Operndirigent von ungewöhnlicher Tüchtigkeit. So besaß er u. a. eine außerordentliche Fertigkeit, Partituren zu lesen, ein feines musikalisches Ohr und ein selten gut entwickeltes Gedächtnis. Nur so war es ihm möglich, die noch ungedruckten Kompositionen Paganinis nur nach seinem Gehör aufzuschreiben und die Fülle von spieltechnischen Besonderheiten Paganinis darzustellen und zu überliefern. In seiner vielbeachteten Schrift „Über Paganinis Kunst, die Violine zu spielen“ 1829 hat er diese Gedanken veröffentlicht.
Daneben hatte Guhr zahlreiche Kontakte zu bekannten Musikerpersönlichkeiten seiner Zeit, so u. a. zu Richard Wagner, Hector Berlioz (der in seinen “Mémoires” belobigend über ihn spricht) und Felix Mendelssohn Bartholdy, und dirigierte viele Werke Beethovens. Sein Führungsstil scheint schon früh legendär gewesen zu sein („sicherer, strenger und despotischer Dirigent“ (R. Wagner)), auch als Violin- und Klaviervirtuose war er seinerzeit sehr bekannt. Er komponierte u. a. heute vergessene Opern, Instrumentalwerke und Kirchenmusik sowie auch (kontrapunktisch gut ausgearbeitete) Messen und Sinfonien.
Auch beendete er sein Angestelltenverhältnis und wurde selbstständiger Musikunternehmer. Er übernahm auch die wirtschaftlichen Risiken der Opern- und Konzertaufführungen in Frankfurt am Main. Zusammen mit Carl Malß und Leonhard Meck war Guhr seit 1842 einer der Pächter des Frankfurter Nationaltheaters. Zusätzlich betätigte er sich nebenbei als Musikalienhändler. Als Sammler von Bach-Autographen war er in seiner Zeit bekannt. Schon während seiner Nürnberger Zeit nahm er die Gelegenheit war, die Sammlung zu erwerben.

### Bockenheim

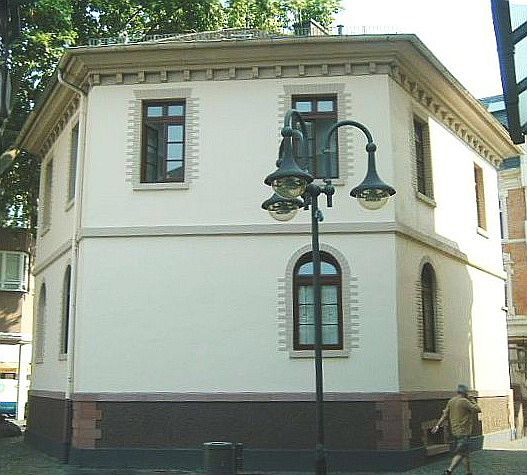
Guhrs Wohnhaus in Bockenheim

Guhr lebte lange vor den Toren Frankfurts in der damals zu Kurhessen gehörenden Stadt Bockenheim. Hier wohnte er mit seiner Ehefrau bis zu seinem Tode 1848 in der Frankfurter Straße (heute Leipziger Straße Nr. 9) im sechseckigen, 1826 vom Architekten und späteren Bürgermeister Philipp Brandt gebauten Haus. Dieses noch existierende Haus ist heute, nach einem späteren Eigentümer, als Delkeskampsches Haus bekannt.
Guhr starb im Revolutionsjahr 1848. Begraben wurde er auf dem Alten Friedhof Bockenheim an der Solmsstraße. Nur ein Foto seines Grabsteins von 1905 ist heute erhalten. Sein Grab wurde 1909 anlässlich von Bauarbeiten zur Verbreiterung der Solmsstraße  geöffnet. Den dabei gefundenen Taktstock übergab man dem Historischen Museum der Stadt. 1953 wurde eine von August Bischoff im Auftrag der Stadt Frankfurt am Main geschaffene ehrende Gedenktafel für die hier bestatteten Bockenheimer Künstler Friedrich Wilhelm Delkeskamp, Carl Wilhelm Ferdinand Guhr und Anton Felix Schindler auf dem Alten Friedhof Bockenheim angebracht. Sie befindet sich heute auf dem Gelände der griechisch-orthodoxen Kirchengemeinde „Prophet Elias“ an der alten Friedhofsmauer.

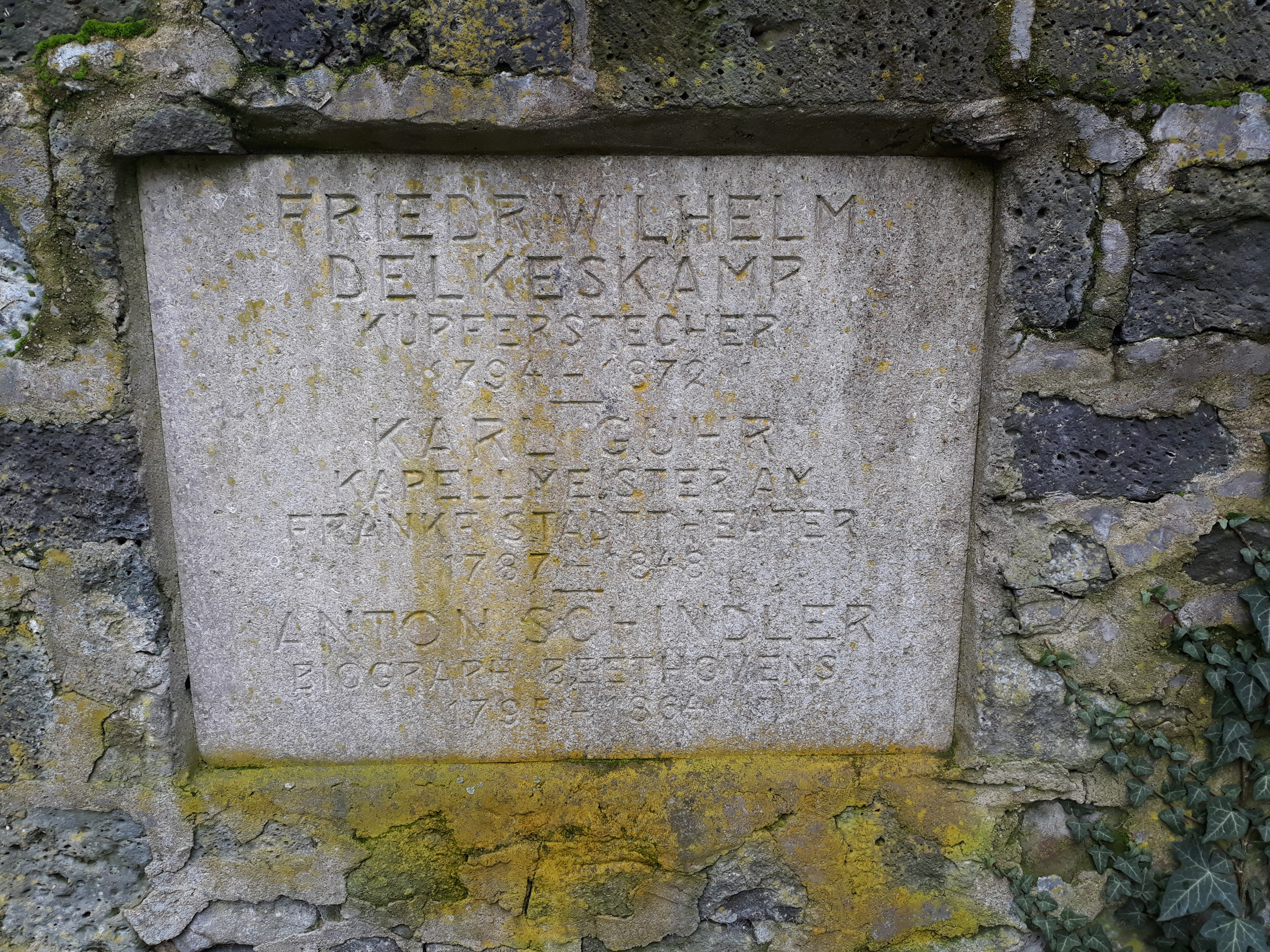
Gedenktafel für die Gräber von Guhr, Schindler und Delkeskamp auf dem alten Friedhofsgelände in Bockenheim.

## Werke (Auswahl)
- Die Vestalin, Musik von Carl Wilhelm Ferdinand Guhr, Theater in Cassel, Juni 1814
- König Siegmar, große heroische Oper in drei Aufzügen von Rochlitz; Musik von Kapellmeister Guhr, Frankfurter Nationalbühne, 1. September 1822, Erstaufführung
- Besprechung der Opernaufführung: König Siegmar